# 田中仁 (脚本家)
田中 仁（たなか じん、1976年9月20日 - ）は、日本の男性脚本家。東映アニメーションを経て、現在フリー。東京都出身。

## 人物・来歴
プリキュアシリーズでは、第10作『ドキドキ!プリキュア』の第5話「うそ! キュアソードってあの子なの??」から参加する。第12作『Go!プリンセスプリキュア』でシリーズ構成を初担当した。さらに、第14作『キラキラ☆プリキュアアラモード』で再びシリーズ構成を務めた。
2016年に『動物戦隊ジュウオウジャー』で実写作品を初担当した。

## 作風
ファミリー向けの作品を多く手がけていることから、着想を得るために「今の時代感」を考えているという。『ゆるキャン△』では主人公であるリンとなでしこの関係性が時代感にマッチしていたと述べている。
原作付きの作品では、原作の魅力を視聴者に伝えることとスタッフが参加して良かったと思ってもらうことを目標としている。
子供の健全な成長には保護者の存在が不可欠と考えており、『Go!プリンセスプリキュア』ではトワの物語を通じて環境によって子供が夢を閉ざしてしまうことを描いている。『キラキラ☆プリキュアアラモード』でも、母親不在のいちかを筆頭に様々な生活環境を描いている。

## 交友関係
脚本家の伊藤睦美は東映アニメーション所属時代の同期である。シリーズ構成を担当した作品にはサブライターとして伊藤を起用している。
脚本家の香村純子は東映アニメーション研究所の同期である。ただし当時はコースが異なる為に面識は無く、互いに脚本家を目指してから知り合ったという。田中はメインライターを務めたアニメ『Go!プリンセスプリキュア』で香村を招き、翌年香村は自身がメインライターを務めた『動物戦隊ジュウオウジャー』に田中を呼んでいる。

## 参加作品

### テレビアニメ
2007年
- はたらキッズ マイハム組（脚本、全50話中3本執筆）

2008年
- うちの3姉妹（脚本、初回担当)

2009年
- ONE PIECE（脚本、1130話現在168本執筆）

2010年
- マリー&ガリー ver.2.0（脚本、全30話中5本執筆）
- デジモンクロスウォーズ（脚本、全79話中1本執筆)

2012年
- クイーンズブレイド リベリオン（脚本、全12話中2本執筆）

2013年
- ドキドキ!プリキュア（脚本、全49話中10本執筆）
- デート・ア・ライブ（脚本、全12話中3本執筆）
- 探検ドリランド -1000年の真宝-（脚本、全51話中1本執筆）

2014年
- Z/X IGNITION（脚本、全12話中2本執筆）
- ハピネスチャージプリキュア!（脚本、全49話中7本執筆）
- デート・ア・ライブII（脚本、全10話中3本執筆）
- 東京喰種トーキョーグール（シリーズ構成補）
- ONE PIECE “3D2Y” エースの死を越えて! ルフィ仲間との誓い（脚本）

2015年
- Go!プリンセスプリキュア（シリーズ構成・脚本、全50話中16本執筆）

2016年
- あんハピ♪（シリーズ構成・脚本、全12話中9本執筆）

2017年
- キラキラ☆プリキュアアラモード（シリーズ構成・脚本、全49話中15本執筆）

2018年
- ゆるキャン△（シリーズ構成・脚本、全12話中8本執筆）
- HUGっと!プリキュア（脚本、全49話中5本執筆）

2019年
- 八月のシンデレラナイン（シリーズ構成）
- スター☆トゥインクルプリキュア（脚本、全49話中1本執筆）

2020年
- イエスタデイをうたって（脚本、全12話中6本執筆）
- 魔王学院の不適合者 〜史上最強の魔王の始祖、転生して子孫たちの学校へ通う〜（シリーズ構成・脚本、全13話中9本執筆）
- へやキャン△（脚本）
- ヒーリングっど♥プリキュア（脚本）
- ラブライブ!虹ヶ咲学園スクールアイドル同好会（シリーズ構成・脚本、全13話中8本執筆）

2021年
- ゆるキャン△ SEASON2（シリーズ構成・脚本、全13話中9話執筆）
- SHAMAN KING（脚本、全52話中12本執筆）

2022年
- ラブライブ!虹ヶ咲学園スクールアイドル同好会（第2期、シリーズ構成）

2023年
- 魔王学院の不適合者 II 〜史上最強の魔王の始祖、転生して子孫たちの学校へ通う〜（シリーズ構成）
- 【推しの子】（シリーズ構成）

2024年
- SHAMAN KING FLOWERS（脚本）
- 【推しの子】（第2期、シリーズ構成）
- きのこいぬ（シリーズ構成）

2025年
- 九龍ジェネリックロマンス（シリーズ構成）

### 劇場アニメ
2016年
- 映画 魔法つかいプリキュア! 奇跡の変身!キュアモフルン!（脚本）

2019年
- 映画 スター☆トゥインクルプリキュア 星のうたに想いをこめて（脚本）

2022年
- 映画 ゆるキャン△（脚本）
- 映画 デリシャスパーティ♡プリキュア 夢みる♡お子さまランチ!（脚本）

2023年
- 映画 プリキュアオールスターズF（脚本）

2024年
- 映画 ラブライブ!虹ヶ咲学園スクールアイドル同好会 完結編（脚本）

### OVA
2009年
- ONE PIECE FILM STRONG WORLD episode 0  （脚本）

2023年
- ラブライブ!虹ヶ咲学園スクールアイドル同好会 NEXT SKY（脚本）

### 特撮
2016年
- 動物戦隊ジュウオウジャー （脚本、全48話中7本執筆）

### オリジナルビデオ
2017年
- 帰ってきた動物戦隊ジュウオウジャー お命頂戴!地球王者決定戦（脚本）

### 舞台
2013年
- ドキドキ!プリキュア ミュージカルショー（脚本）